# Mazziere (carte)
Il mazziere è colui che, durante una partita a carte, gestisce il mazzo. Questo ruolo però, quando si giocano a livelli professionistici o nei casinò, è ricoperto da una persona che non partecipa al gioco. Se necessario per la meccanica del gioco si ha, in questi casi, due mazzieri: uno vero, e uno simbolico.
Il ruolo di mazziere più semplice si ha nei giochi quali briscola, scopa, machiavelli ed in tutti quelli in cui bisogna solo mescolare e distribuire le carte.
Nei casinò il ruolo è ricoperto dai croupier.

## Poker
Nel gioco del poker il termine mazziere si riferisce a due persone:
- il giocatore del bottone (mazziere simbolico) e
- il cartaio o anche mazziere-impiegato.

Il mazziere simbolico è contrassegnato nel poker con un dischetto chiamato bottone (button), di colore bianco con la scrittura dealer (mazziere) o semplicemente una D. Il bottone è semplicemente un segnaposto. Il giocatore col bottone non ha nessuna particolare funzione o compito nel gioco.
Invece il cartaio, solitamente un professionista, è la persona che ha il compito di gestire la distribuzione delle carte e l'assegnazione dei piatti, oltre ad essere giudice nelle contese che talvolta possono nascere al tavolo. Il cartaio non partecipa al gioco.
Nelle partite informali il giocatore col bottone può talvolta ricoprire il ruolo di cartaio, altre volte il compito di cartaio è affidato a un solo giocatore, indipendentemente dal fatto che sia o meno col bottone. In questi casi le contese sono risolte con accordo fra i giocatori.
La distinzione tra le due figure non esisteva nel poker giocato all'inizio della sua storia. Infatti il giocatore col bottone era egli stesso il distributore delle carte. Poi con l'avvento del gioco nei casinò si rese necessario l'inserimento di un dipendente del casinò per degli ovvi motivi:
- per evitare bari o irregolarità doveva essere lo stesso casinò a svolgere la funzione di mazziere e di arbitro;
- giocando nei casinò il cash game, era necessario che un dipendente del casinò prelevasse  da ogni piatto le commissioni (rake);
- essendo i croupier dei professionisti, essi garantivano, con la loro conoscenza delle regole e delle tecniche per mescolare le carte, una professionalità e una serietà al gioco.

Per le stesse ragioni il mazziere-impiegato è necessario nei tornei di poker sportivo.

## Casinò
Nei casinò vi sono diversi giochi che prevedono un mazziere che giochi in contemporanea contro gli altri giocatori. Per esempio nel blackjack o nel baccarat.
In questo caso, per lo stesso motivo del poker, e per il fatto che le regole del gioco sono sempre favorevoli al mazziere, a ricoprire il ruolo di mazziere è un dipendente del casinò.